# Phoenicophorium
Phoenicophorium é um género botânico pertencente à família Arecaceae.